# Ayran

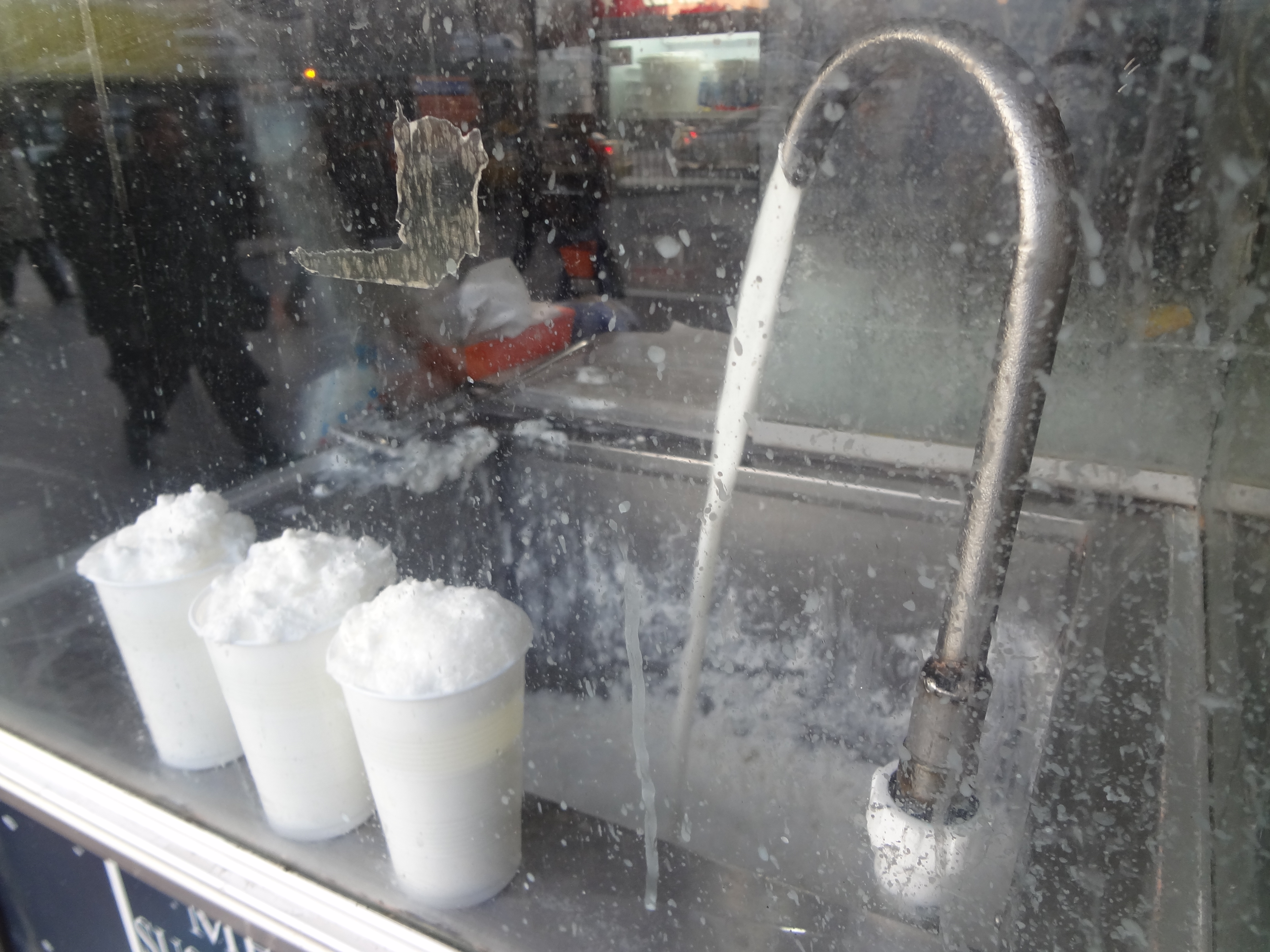
Airan curgând la un chioșc din Istanbul, Turcia

Airanul (turcă: ayran) este o băutură de origine turcească din iaurt amestecat cu apă rece și sare, servită rece; acesta este popular în Europa de Sud-Est, Asia Mică și Orientul Mijlociu.